# 聖槍

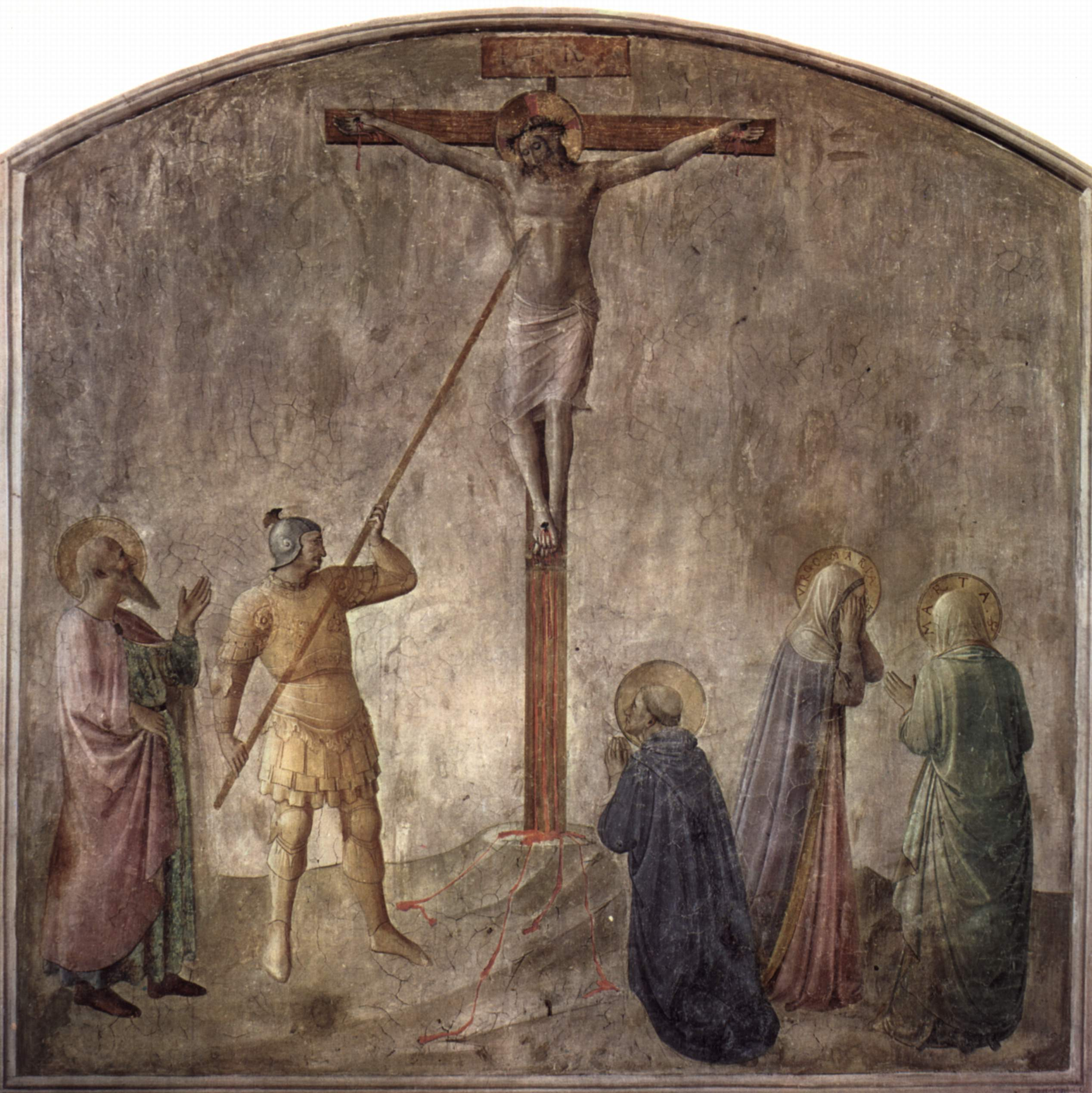
キリストの脇腹を槍で刺すロンギヌス。フラ・アンジェリコ画

聖槍（せいそう、伊: Sacra Lancia、仏: Sainte Lance、独: Heilige Lanze、英: Holy Lance）は、磔刑に処せられた十字架上のイエス・キリストの死を確認するため、わき腹を刺したとされる槍である。
イエスの血に触れたものとして尊重されている聖遺物のひとつ。新約聖書の「ヨハネによる福音書」に記述されている（19章34節）。ヨハネ伝の作者は、仮現説論者に対し、この箇所で、イエスが一度死んだことを強調しているとも考えられる。またキリスト受難の象徴でもある。槍を刺したローマ兵の名をとって、「ロンギヌスの槍（伊: Lancia di Longinus、仏: lance de Longin、独: Longinuslanze、英: Lance of Longinus）」とも呼ばれる。
また英語圏では、俗称である「運命の槍（英: Spear of destiny）」の名でもよく知られる。
聖遺物崇敬が高まった時代にいくつかの「聖槍」が発見され、現在も複数が保存されている。

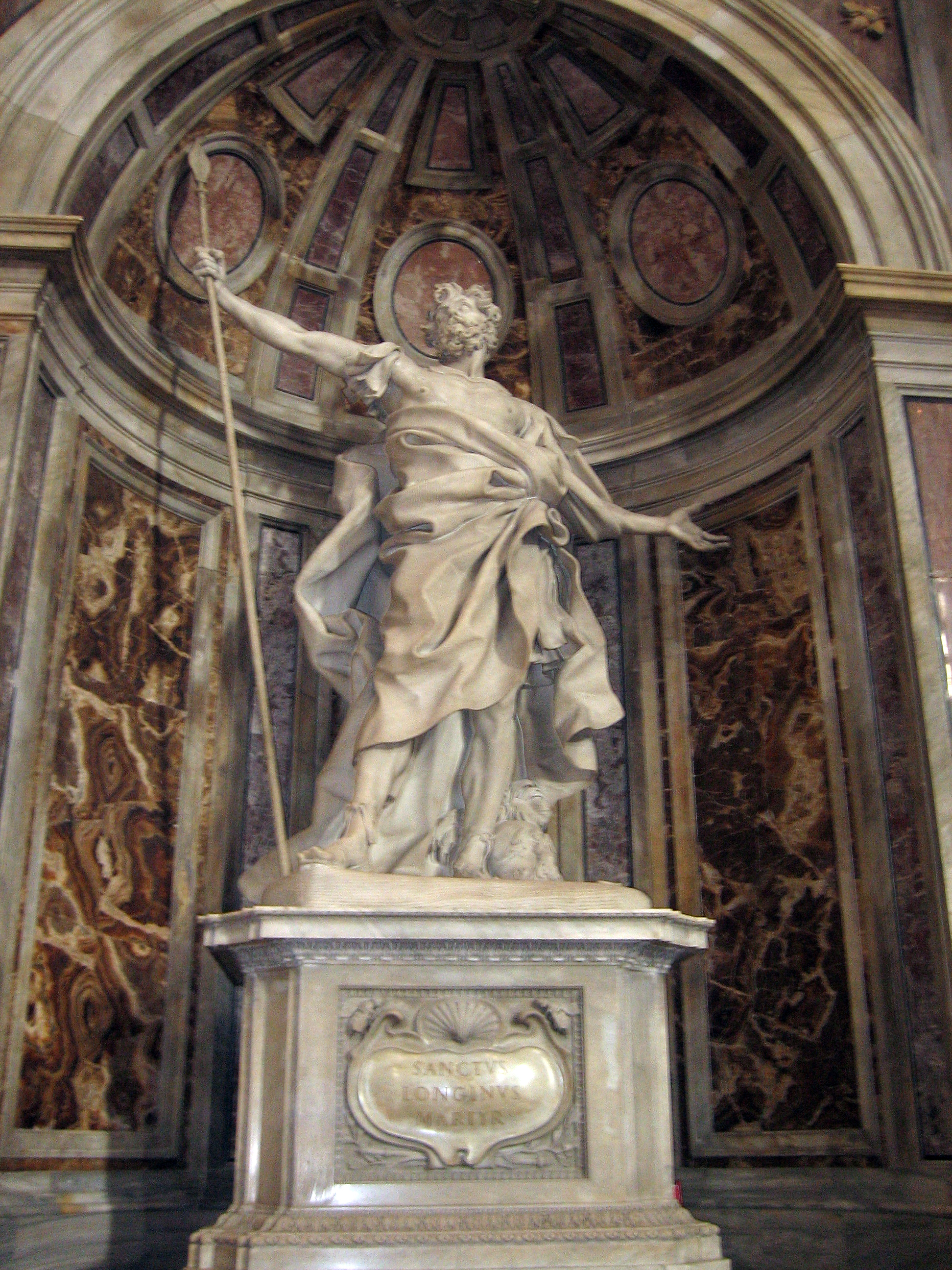
サン・ピエトロ大聖堂にある聖ロンギヌス像（ジャン・ロレンツォ・ベルニーニ作）

## 伝説・説話

### ロンギヌスの槍
イエスの死を確認するために槍を刺したローマ兵は、伝統的にロンギヌス（羅:Longinus）と呼ばれている。この名は新約聖書正典のなかには見られず、外典である「ピラト行伝」（４世紀）付属のニコデモ福音書に登場する。Longinusは純粋なラテン姓であるが、一方、この兵士に当てられたギリシャ語姓は Loginos、Longinos、Logchinos などとされ、ギリシャ語の槍を意味する語 logchē または lonchē（ラテン語の lancea）と共通性があるものの関連性は不明。ロンギヌスについては後世の創作であるが、実際にイエスに槍を刺した人物がいたかどうかについては定かではない。
彼は白内障を患っていたが、槍を刺した際に滴ったイエスの血がその目に落ちると視力を取り戻した。それを契機として彼は洗礼を受け、後に聖者（聖ロンギヌス）と言われるようになったという。

### アーサー王伝説
キリスト教説話としての性質の濃い、アーサー王伝説の聖杯探索のくだりにも聖槍は登場する。
聖杯城カーボネックを訪れた円卓の騎士らの前に聖杯とともに現れ、穂先から血を滴らせた白い槍という姿で描写される。

## 史実での登場

### ローマのもの
イエスの処刑から600年後、エルサレムはペルシャ軍に占領された。
この時、原因は不明だが槍の先端部が欠けた。先端部は東ローマ帝国の首都コンスタンティノープル（イスタンブール）に運ばれ、宝石で飾られた十字架の中心部に埋め込まれた。そして、当時キリスト教の教会だったアヤソフィア大聖堂に収められ、80年後には本体も届いた。その後しばらくはここにあった。
さらに600年後、フランス国王ルイ9世が先端部のみを買い取った。槍の先端はパリに保管されるが、フランス革命により行方が分からなくなる。一方、本体は15世紀にイスラム勢力によってコンスタンティノープルが陥落した時もそこに留まった。
1492年、オスマン帝国のスルタンバヤズィト2世は、かつて聖墳墓教会にあったとされる聖槍を教皇インノケンティウス8世に贈った。スルタンの座を狙う弟をイタリアに幽閉してもらうための交換条件だったとされる。この聖槍はサン・ピエトロ大聖堂に保管されているが公開はされていない。

### アンティオキアのもの
第一回十字軍がアンティオキア攻囲戦で苦戦しているとき、トゥールーズ伯レイモン麾下のペトルス・バルトロメオなるものが、聖アンデレのお告げにより聖槍を発見したと主張した。十字軍将兵の士気は高まり、勝利を得たが、槍の真贋を疑うものも多かったため、自ら神明裁判を買って出た。ペトルス・バルトロメオは槍をたずさえ火に飛び込んだが火傷が酷く、数日後に死亡し、槍はその後行方不明となった。

### 神聖ローマ皇帝のもの

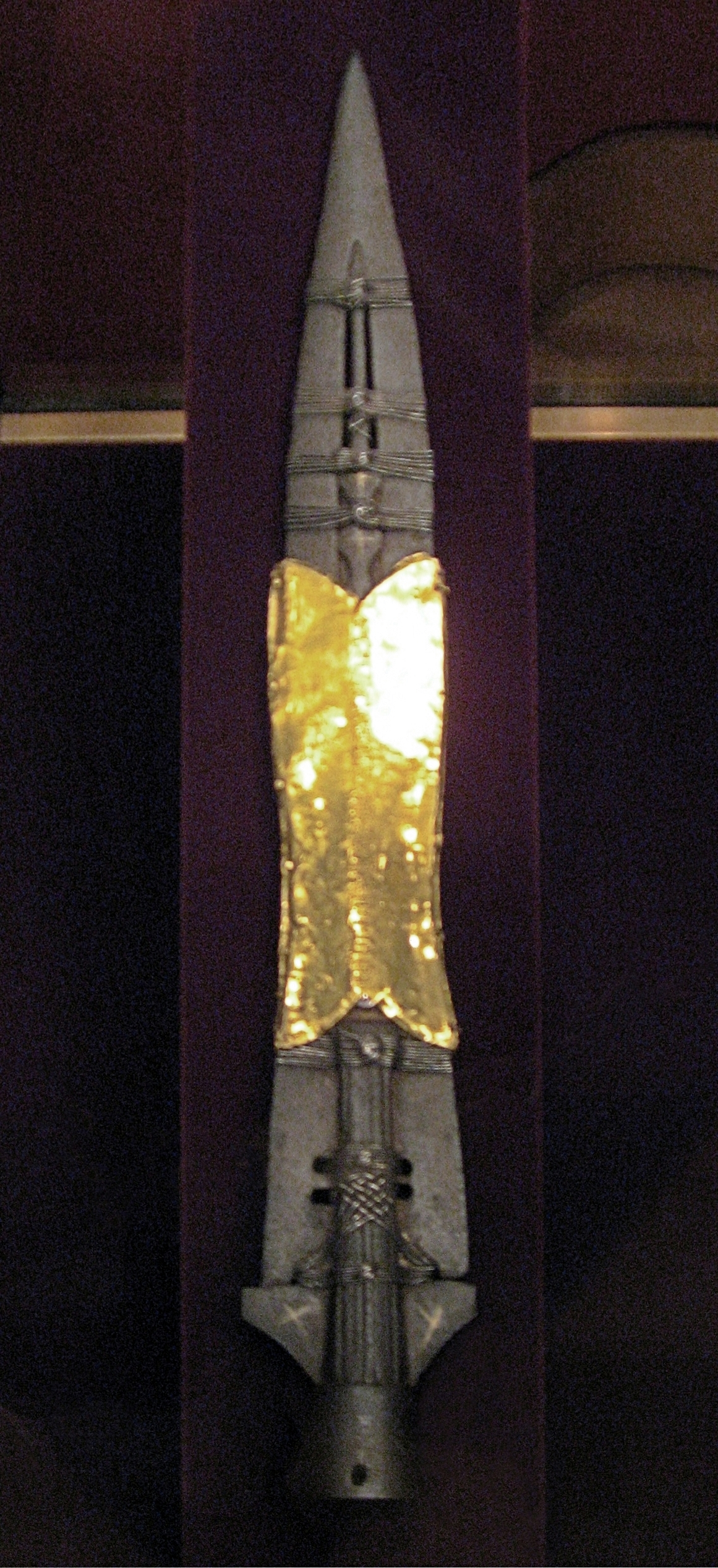
ホーフブルク宮殿が所蔵する「聖槍」。神聖ローマ皇帝のレガリアである帝国宝物の一つ。

神聖ローマ皇帝のレガリアである帝国宝物のひとつである聖槍は、オットー1世の時代から伝わるとされている。長らくニュルンベルクで保管されていたが、ナポレオンの侵攻以降はウィーンで保管されている。アンシュルス後にはナチスによってニュルンベルクに戻されたが、戦後にはウィーンに戻っている。
ロバート・フェザーによる詳しい研究の結果、槍の大部分は鉄製と判明した。外側を覆う金の鞘には「神の釘、神の槍」と書かれている。これは金の鞘の下に十字架が描かれた釘が埋め込まれている事とも一致する。
さらに、清掃時の分解写真によると、黄金の鞘の下にもう一層の銀の鞘がある事が見て取れた。そのうちの1枚にはラテン語で「聖モーリスの槍」と書かれていた。
銀の鞘の他の部位には「ローマ皇帝ハインリヒ3世が、聖なる釘と聖モーリスの槍を補強するためにこの銀の鞘を造らせた」と同じくラテン語で書かれていた。
記録でわかる限り、この槍はエジプトでローマ軍の隊長であったモーリスの物だったとされる。モーリスと彼の部隊はキリスト教徒だった。286年、皇帝マクシミアヌスの命により、彼は槍を携えてヨーロッパに遠征した。スイスのレマン湖周辺で起きた暴動を鎮圧するためだったが、彼らが到着した時には反乱は鎮圧されていた。反乱軍がキリスト教徒だったと知ったモーリスは、皇帝に願い出て処刑を拒否した。これに激怒した皇帝はモーリスとその部隊全員を処刑するように命じたとされ、死を前にしても揺らぐ事のないモーリスの信仰心は中世の騎士たちの模範となり、彼は騎士や戦士の守護聖人である聖モーリスとなった。
モーリスの処刑後、槍はコンスタンティヌス大帝のものとなった。当時ローマ帝国は政治的、宗教的に東西に分裂していた。
コンスタンティヌス大帝は帝国の覇権をかけた戦いの直前、輝く十字架と「この印の下、汝は勝利するであろう」という文字を夢に見た。これに心動かされたコンスタンティヌスは自分の兵士たちの盾に、キリストを意味する頭文字を描かせた。さらに、戦いには聖槍を持って臨み、勝利を収め、キリスト教に傾倒したとされる。
後年、帝国をまとめるには新たな宗教が必要と考えた彼はキリスト教を公認した。
476年、西ローマ帝国が滅亡。その数百年後、槍はカール大帝の手に渡った。彼が教皇から皇帝に任命された後、聖槍の行方は分からなくなる。
その後、銀の鞘の上に黄金の鞘をつけたのはカール4世だと考えられる。彼は次期神聖ローマ皇帝を狙っていた。そして、カール4世の子孫が生活に困り、ニュルンベルクの町議会に売り渡してしまった。
2003年1月、英国の冶金学者で技術工学の作家でもあるロバート・フェザーは、ドキュメンタリーのために槍のテストを行った。実験室の環境で調べるだけでなく、槍を支えている金と銀の繊細な鞘を取り除くという前代未聞の許可をも得た。X線回折、蛍光検査、その他の保存的療法による調査に基づき、槍の本体の年代を早くても7世紀とした。釘（長い間、十字架の釘だと主張されてきたもので、刃に打ち込まれ、真鍮の小さな十字架で止められていた）においても、その後間もなく、ウィーンの考古学研究所の研究者がX線などの技術を用いて様々な槍を調べた結果、槍は8世紀頃から9世紀初頭のもので、釘も同じ金属であることが明らかになり、紀元1世紀の時代との関連はないと断定された。

### アルメニアのもの
アルメニアのエチミアジン大聖堂に保存されている聖槍は、現在のゲガルド修道院がある場所で発見されたと言われている。
逸話によると、聖槍を持ち込んだのは12使徒の1人タダイである。この地に流れてきたタダイは、聖槍を持っていたため地元の異教徒に恐れられ、首を刎ねられたとされる。タダイは死ぬ前に数人の異教徒をキリスト教に改宗させており、キリスト教徒たちはタダイの死後、聖槍を秘密の洞窟に隠した。現在のゲガルド修道院がある場所である。聖槍はそこに200年間眠り続けた。
次にこの聖槍を手にしたのはアルメニアで福音書の教えを広めようとしたグレゴリウスであるとされる。しかし、グレゴリウスは異教の権力者に捕らえられ、ホルヴィラップ修道院の地下牢に13年間閉じ込められてしまう。グレゴリウスは奇跡的に生き延び、聖槍を取り戻すと、王と民衆をキリスト教に改宗させ、301年にアルメニアは世界初のキリスト教国家となった。
アルメニア教会は槍がローマのものではないことは認めており、イエスの時代のユダヤ人兵士が使っていたものとしている。

## オカルティズム
「所有するものに世界を制する力を与える」との伝承があり、アドルフ・ヒトラーの野望は、彼がウィーンのホーフブルク王宮で聖槍の霊感を受けた時より始まるといった俗説もある。また、ナチス・ドイツ時代に聖槍などの帝国宝物をニュルンベルクへ移管したのは、神聖ローマ帝国の後継者であることを示すためという見解もある（大ゲルマン帝国参照）。